# یواس‌اس ایثن الن (اس‌اس‌بی‌ان-۶۰۸)
یواس‌اس ایثن الن (اس‌اس‌بی‌ان-۶۰۸) (به انگلیسی: USS Ethan Allen (SSBN-608)) یک زیردریایی بود که طول آن ۴۱۰ فوت ۴ اینچ (۱۲۵٫۰۷ متر) بود. این زیردریایی در سال ۱۹۶۰ ساخته شد.